# Муйско-Куандинская впадина
Му́йско-Куа́ндинская впа́дина — впадина на севере Забайкалья, находящаяся на территории Бурятии и Забайкальского края.

## География
Лежит между Северо-Муйским и Южно-Муйским хребтами. Протяжённость впадины составляет ~130 км, наибольшая ширина — ~50 км, высоты — от 450 до 700 м. Входит в Байкальскую рифтовую зону и заполнена мощной толщей речных и озёрных песков и супесей. Плоское ровное заболоченное днище занято слившимися поймами Витима и его притоков Муи и Куанды. Также в наиболее пониженных частях впадины расположены многочисленные озёра ледникового, термокарстового и старичного происхождения. Местами встречаются холмистые возвышения с сосновыми и сосново-лиственничными лесами.
Впадина расположена в высокосейсмичной зоне: в 1958 году здесь произошло мощное землетрясение, получившее название «Муйское».

## Освоенность
По южному краю Муйско-Куандинской впадины проходит Байкало-Амурская магистраль и параллельная автодорога «АвтоБАМ». В пределах низменности расположены населённые пункты — Таксимо, Усть-Муя, Куанда и ряд более мелких посёлков.